# Bingley
Bingley – miasto w Wielkiej Brytanii, w Anglii, w regionie Yorkshire and the Humber, w hrabstwie West Yorkshire. W 2001 r. miasto to zamieszkiwało 28 817 osób.